# Émile Adam
Pour les articles homonymes, voir Adam (homonymie).
Émile Adam, né le 28 décembre 1828 à Gros-Réderching et mort le 3 mai 1899 à Nancy, est un militaire puis homme politique français, maire de Nancy de 1888 à 1892.

## Biographie
Né le 28 décembre 1828, Nicolas-Émile Adam est le fils de Joséphine Cousin (vers 1808-1860) et de Jean-Baptiste-Jules Adam (vers 1803-1857), propriétaire à Gros-Réderching en Moselle, plus tard juge de paix. Émile est le frère aîné d'Adolphe Adam (1832-1893), qui deviendra professeur d'Histoire au collège Rollin, proviseur de plusieurs lycées puis censeur du lycée Louis-le-Grand.
Engagé dans la cavalerie, Émile Adam devient sous-lieutenant le 31 juillet 1854, au sein du 2e régiment de lanciers caserné à Libourne. Il est ensuite détaché à l’École impériale de cavalerie comme officier instructeur. Revenu à la vie civile, il succède à M. Boureiff en tant que directeur de l’École de dressage de Nancy.
Le dix janvier 1863, il épouse Antoinette-Aline Lacour. Leur fille épousera le médecin Eugène Macé (1856-1938).
Conseiller municipal de Nancy depuis 1871, il devient adjoint dix ans plus tard puis maire en 1888. Il occupe cette dernière fonction jusqu'en 1892. Il est décoré de la Légion d'honneur le 4 juin 1892, peu de temps après la fin de ses fonctions municipales.
C'est sous son mandat que la salle Poirel est inaugurée.
Après 1892, il reste très impliqué dans la vie culturelle nancéienne, notamment en tant que président de la Société lorraine des Amis des arts.
Atteint d'un néoplasme qui a nécessité l'amputation d'un genou, Émile Adam meurt le 3 mai 1899. Il est inhumé le surlendemain au cimetière de Préville après une cérémonie célébrée en l'église Saint-Léon.

## Distinctions
- Chevalier de la Légion d'honneur (1892).